# Euphrytus intermedius
Euphrytus intermedius är en skalbaggsart som beskrevs av Martin Jacoby 1890. Euphrytus intermedius ingår i släktet Euphrytus och familjen bladbaggar. Inga underarter finns listade i Catalogue of Life.